# Carlos Zurita
Carlos Zurita Delgado (Antequera, España, 9 de octubre de 1939) es un médico y aristócrata español, esposo de la infanta Margarita de Borbón, hermana menor del rey Juan Carlos I, hija de Juan de Borbón y Battenberg, conde de Barcelona y de María de las Mercedes de Borbón y Orleans, princesa de las Dos-Sicilias. Es duque consorte de Soria y de Hernani, poseyendo el tratamiento de excelentísimo señor.

## Biografía
Carlos Zurita Delgado es hijo de Carlos Zurita González (fallecido en Madrid, el 7 de febrero de 1998) y de su esposa María del Carmen Delgado Fernández (fallecida en Madrid, el 11 de marzo de 2010). Nació en Antequera, Málaga, España. Fue bautizado en Cabra, Córdoba, la ciudad natal de su madre.
El esposo de la duquesa de Soria es médico, actualmente jubilado, como lo fue su padre, y es especialista en el aparato respiratorio y circulatorio. Licenciado en Medicina por la Universidad de Sevilla, recibió el Premio Extraordinario de Licenciatura al poseer el mejor expediente académico de su promoción, en 1968. Se doctoró en el Colegio de San Clemente de los Españoles en Bolonia obteniendo el Premio Extraordinario del Doctorado. En 1971, Carlos Zurita obtuvo por oposición el puesto de profesor-jefe de servicio de la Escuela Nacional de Enfermedades del Tórax.
Contrajo matrimonio con la infanta Margarita en la iglesia de san Antonio de Estoril, Portugal, el 12 de octubre de 1972. El matrimonio ha tenido un hijo y una hija:
- Alfonso Juan Carlos Zurita y Borbón (nacido en Madrid el 9 de agosto de 1973), grande de España, soltero y sin descendencia.
- María Sofía Emilia Carmen Zurita y Borbón (nacida en Madrid el 16 de septiembre de 1975), grande de España, soltera, madre de un hijo por inseminación artificial, Carlos, nacido el 28 de abril de 2018 en Madrid. Su padrino fue su tío abuelo el rey Juan Carlos.[5]

En 1989, los duques de Soria crearon la Fundación Duques de Soria. Su principal objetivo es promover la lengua y cultura española. La fundación colabora con universidades e instituciones culturales españolas para contribuir al desarrollo cultural y científico en España.
Carlos Zurita es Presidente de la Federación Española de Amigos de Museos y de la Fundación de Amigos del Museo del Prado. También es miembro de la Real Academia Nacional de Medicina.
En 2003, a los duques de Soria se les concedió la Gran Cruz de la Orden de Alfonso X el Sabio por su labor realizada en fomento de la ciencia y la cultura.
En 2013, la reina Sofía presidió un acto de homenaje a Carlos, por sus 25 años al frente de la Fundación Amigos del Museo del Prado. Al acto acudieron su esposa, la infanta Margarita y sus dos hijos, Alfonso y María.

## Títulos y tratamientos
| ● 6 de enero de 1979-presente: | Excelentísimo señor don Carlos Zurita Delgado, duque consorte de Soria y de Hernani |

## Distinciones honoríficas
- Caballero Gran Cruz de la Orden Civil de Alfonso X el Sabio (Reino de España, 25/04/2003).
- Caballero de la Real Maestranza de Sevilla (Reino de España).[9]